# فرودگاه بین‌المللی بونریکی
فرودگاه بین‌المللی بونریکی (به انگلیسی: Bonriki International Airport) یک فرودگاه همگانی با کد یاتا TRW است که یک باند فرود آسفالت دارد و طول باند آن ۲۰۱۱ متر است. این فرودگاه در شهر بونریکی کشور کیریباتی قرار دارد و در ارتفاع ۳ متری از سطح دریا واقع شده‌است.

## شرکت‌های هواپیمایی و مقصدهای پروازی
| شرکت‌های هواپیمایی                       | مقصدهای پروازی                                                                           |
| --------------------------------------- | ---------------------------------------------------------------------------------------- |
| ایر کیریباتی                            | ابایانگ اتل، ابماما آتول، بوتاریتاری اتول, Kuria, Maiana, نادی, Nonouti, Tabiteuea North |
| ایر کیریباتی اجرا توسط Solomon Airlines | بریزبن، هونیارا                                                                          |
| ال‌ای‌ام موزامبیک ایرلاینز                | اس جزیره مارشال                                                                          |
| فیجی ایرویز                             | نادی                                                                                     |
| اور ایرلاین                             | اس جزیره مارشال، نائورو، Pohnpei                                                         |